# Kostki (przystanek kolejowy)
Kostki – zamknięty przystanek osobowy a dawniej stacja kolejowa w Kostkach na linii kolejowej nr 55 Sokołów Podlaski – Siedlce, w województwie mazowieckim, w Polsce.